# Fernando Cruz (ciclista)
Fernando Cruz (nascido em 15 de fevereiro de 1953) é um ex-ciclista colombiano.
Representou seu país, Colômbia, no ciclismo nos Jogos Olímpicos de Verão de 1972.